# Dakota Skye

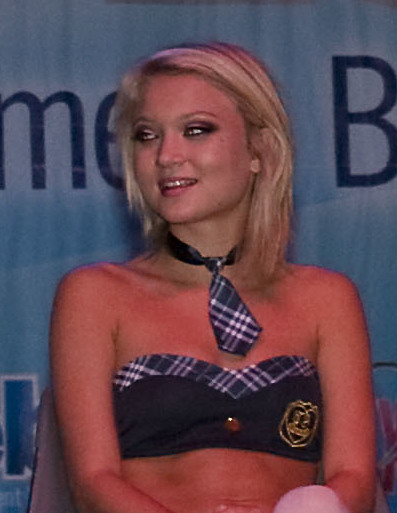
Skye (2014)

Dakota Skye, auch Kota Sky, (* 17. April 1994 in Coshocton, Ohio; † 9. Juni 2021 in Los Angeles, Kalifornien; bürgerlich Lauren Kaye Scott) war eine US-amerikanische Pornodarstellerin.

## Leben
Nach ihrem 18. Geburtstag begann Scott als Webcamgirl zu arbeiten, wofür sie 2012 für den Exotic Dancer Award nominiert wurde. 2013 wurde sie von East Coast Talents entdeckt und im Juli 2013 zu ihrem ersten Pornodreh in Miami eingeladen. Ihre ersten Pornofilme drehte sie unter dem Pseudonym Dakota Skye, wechselte aber im Februar 2015 zu Kota Sky, weil Dakota Skye auch der Name eines Films und eines Sonnenblumenkerneherstellers war. Nachdem sie bereits im Januar 2015 angekündigt hatte, zugunsten ihrer Schulausbildung weniger Pornos zu drehen, erklärte sie am 23. April 2015 ihren Rückzug aus der Pornobranche. Am 18. September 2015 gab sie bekannt, dass sie zum 8. Oktober 2015 zurückkehren würde. Im April 2017 heiratete sie Zachary LeCompte-Goble aus Los Angeles.
Sie starb 2021 im Alter von 27 Jahren; zuvor fiel sie seit Jahren durch Drogenmissbrauch und psychische Probleme auf.

## Filmografie (Auswahl)
- 2013: Teen Manipulations
- 2014: Alien Ass Party 3
- 2014: American Nannies
- 2014: Anal Cuties 1
- 2014: Strap Some Boyz 3
- 2014: Moms Bang Teens 9
- 2014: Young & Glamorous 6
- 2015: Moms Teach Sex 4
- 2015: Slut Puppies 9
- 2015: The Sexual Appetite of a Young Petite 3
- 2015: Busted Babysitters 2
- 2016: Ass Tricks
- 2019: DP Girls

## Auszeichnungen
| Jahr | Auszeichnung     | Kategorie                            | Werk                       | Resultat  |
| ---- | ---------------- | ------------------------------------ | -------------------------- | --------- |
| 2014 | The Fannys       | New Starlet of the Year              |                            | Nominiert |
| 2014 | NightMoves Award | Best Feature Showgirl (Fan's Choice) |                            | Gewonnen  |
| 2015 | AVN Award        | Best New Starlet                     |                            | Nominiert |
| 2015 | AVN Award        | Fan Award: Cutest Newcomer           |                            | Nominiert |
| 2015 | AVN Award        | Best Anal Sex Scene                  | Meet Dakota Skye           | Nominiert |
| 2015 | AVN Award        | Best Boy/Girl Sex Scene              | Young and Glamorous 6      | Nominiert |
| 2015 | AVN Award        | Best POV Sex Scene                   | My Brother's Point of View | Nominiert |
| 2015 | AVN Award        | Best Three-Way Sex Scene: G/B/B      | From Both Ends 2           | Nominiert |
| 2015 | AVN Award        | Best Non-Feature Sex Scene: G/B/B    | She's So Small, Porn Pros. | Nominiert |
| 2015 | XBIZ Award       | Best New Starlet                     |                            | Nominiert |
| 2015 | XRCO Award       | New Starlet of the Year              |                            | Nominiert |
| 2015 | XRCO Award       | Cream Dream of the Year              | Nominiert                  |           |
| 2016 | XBIZ Award       | Best Scene - Couples-Themed Release  | Student Bodies 3           | Nominiert |